# Найме-Султан
Фатма Найме-Султан (осман. فاطمه نعيمه سلطان , «стримана» і «спокійна»; 5 вересня 1876 — прибл. 1945) — османська принцеса, донька султана Абдул-Гаміда II і Бідар-Кадин.

## Раннє життя

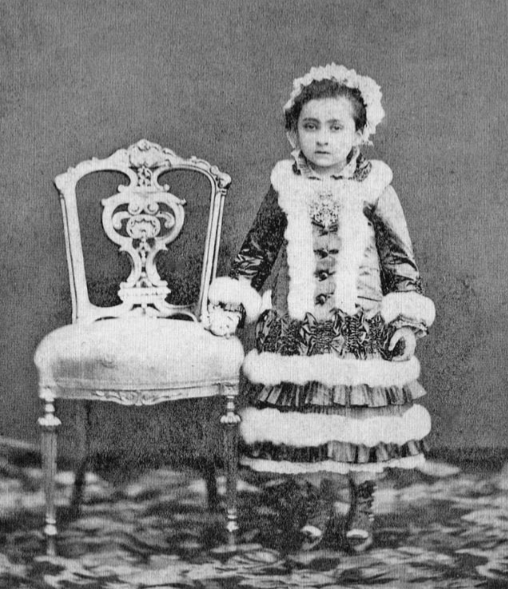
Найме Султан у 1882 році, сім років

Найме Султан народилася 5 вересня 1876 року в палаці Долмабахче, через чотири дні після вступу її батька на престол. Її батьком був Абдул-Гамід II, син Абдул-Меджида I і Тірімуджган-Кадин. Її матір'ю була Бідар-Кадин, черкеска. Вона була четвертою дитиною, третьою дочкою батька і старшою дитиною матері. У неї був один брат, Шехзаде Мехмед Абдулкадир, на два роки молодший за неї.
Абдул-Гамід назвав її «моєю вступною донькою», оскільки вона народилася через чотири дні після його сходження на престол. Разом зі своїми зведеними сестрами Зекіє-Султан і Айше-Султан вона була однією з улюблених дочок Абдул-Гаміда. Її назвали на честь її покійної тітки, першої та єдиної дочки Тірімуджган та старшої сестри її батька. Найме-Султан мала зелені очі, як і її бабуся по батьківській лінії Тірімуджган-Кадин. У 1877 році Найме та інші члени імператорської родини оселилися в палаці Їлдиз після того, як 7 квітня 1877 року туди переїхав Абдул-Гамід.
У дитинстві Найме відвідувала уроки французької мови та живопису. Вона також любила грати на піаніно разом зі своєю молодшою зведеною сестрою Айше-Султан. Її викладачкою гри на піаніні був Франсуа Ломбарді. Коли німецька імператорка Августа Вікторія Шлезвіг-Гольштейн відвідала Стамбул, Найме розважала її, граючи на своєму піаніно німецьку музику.
Аббас Гільмі-паша, хедив Єгипту, попросив руки Найме-Султан. Однак Абдул-ГХамід не схвалив цей шлюб з політичних міркувань і запропонував замість нього свою придворну даму. Її батько вирішив, що вона стане дружиною Шехзаде Мехмеда Зіяеддіна, сина Мехмеда V, брата Абдула-Гаміда. Однак це було неприйнятно для Мехмеда Решада, і в результаті шлюб не відбувся (цікаво, що син Найме пізніше одружиться з донькою Зіяеддіна).

## Перший шлюб
У 1898 році Абдул-Гамід організував шлюб Найме з Мехмедом Кемаледдін-беєм, молодшим сином Газі Осман-паші, чий старший син Нуреддін-паша був чоловіком її старшої сестри, принцеси Зекіє-Султан. Для неї в Ортакої поруч із будинком принцеси Зекіє був побудований маєток, тому обидві будівлі раніше називалися «Маєтками-близнюками».
Одруження принцеси відбулося 17 березня 1898 року в палаці Ортакей. Газі Осман-паша надіслав принцесі Найме тіару, а Абдул-Гамід вручив її новій свекрусі орден Абдул-Меджида. Жодна дружина міністра не отримувала такої нагороди. Пізніше Кемаледдін-бей був зроблений пашою.
Сукня Найме Султан була білою, оскільки вона хотіла відобразити європейське весілля. Чимало старомодних людей критикували той факт, що її сукня була білою, тому що до того часу всі принцеси носили на своїх весіллях червоне. Але за бажанням і наполяганням Найме її наряд був білим.

Шлюб описала Айше-Султан, зведена сестра Найме, у своїх спогадах:
Коли її чоловік увійшов до салону гарему, де сиділа його наречена, він урочисто попросив її встати, але принцеса відмовилася (за звичаєм). Наречений благав її і почав потіти, але Найме-Султан відмовлялася щонайменше півгодини. Тоді покликали Валіде-Султан і сказали їй: «Моя люба дівчино, заради мене, будь ласка, встань. Не ображайте почуттів нашого зятя». Найме Султан нарешті піднялася, і під час виконання маршу Хамідіє пролунали крики Машаллах. Кемаледдін-Паша та Констебль Дів насилу провели її до кімнати наречених, оскільки сходи були переповнені гостями, а сукня Найме Султан була особливо важкою. Вона сіла в куток, призначений для неї в кімнаті для наречених, потім наречений вийшов і розкидав навколо золоті монети. Потім настала черга золотих монет султана, потім валіде султан, потім старші калфи старших принцес почали розкидати золоті монети на першому поверсі, кожна з них вигукувала ім'я своєї господині.
Після цього члени імператорської сім'ї увійшли в кімнату нареченої і поцілували їй руку, щоб привітати її. Потім почався бенкет і тривав до вечора, коли гості почали розходитися. Наречений поцілував руку Валіде-Султан. Під час нічної молитви Кемаледдіна-Пашу знову супроводжував Констебль Дів до кімнати його дружини. Перш ніж увійти, він востаннє поцілував руки Валіде-Султан і принцес. У кімнаті він звершував свої молитви на молитовному килимку, вишитому золотими нитками, а Найме-Султан стояла і дивилася на нього.
Після виконання молитви Констебль Дів зачинив двері кімнати, виконав підлогу теменну (привітання) і помолився, щоб шлюб був благословенний Богом.
Подружжя мало сина Султанзаде Мехмед Кахід-бея, який народився в січні 1899 року, і доньку Аділь Ханимсултан, яка народилася 12 листопада 1900 року. Мехмед Джахід одружився з Дюрріє-Султан, донькою Шехзаде Мехмеда Зіяеддіна. Аділь стала дружиною Шехзаде Махмуда Шевкета, сина Шехзаде Мехмеда Сейфеддіна, онука Абдул-Аазіза та Гевхері-Кадин.

## Роман і розлучення Кемаледдіна
Хатідже-Султан, донька султана Мурада V, її сусідка по сусідній віллі, мала роман з її чоловіком Кемаледдіном-пашою протягом трьох років, між 1901 і 1904 роками. За словами Філізтен-Ханим, коханці, щоб вони могли одружитися, вирішили вбити Найме. На момент видкриття зради Найме-Султан хворіла. Шок від видкриття того, що чоловік, якого вона любила, зраджує їй з двоюрідною сестрою, ще більше послабив її, і вона тривалий час не могла оговтатися, і це посилило чутки про те, що коханців її отруїли. Однак аналіз ліків, косметики, напоїв та їжі Найме не виявив отрути.
Багато джерел розвивають однакову думку про те, як виникла любов між Кемаледдіном-пашою та Хатідже-Султан. Вважалося, ця історія кохання була пасткою, зробленою Хатідже-Султан. Таким чином вона хотіла помститися султану Абдул-Гаміду, який роками тримав її батька ув'язненим у палаці Чираган, залишивши її самотньою до тридцяти років і змусивши її одружитися з людиною, яку вона ніколи не любила. Ідеальним способом помститися було зруйнувати шлюб доньки улюблениці султана.
Проте Семіх Мумтаз, чий батько, губернатор Бурси, був звинувачений в охороні Кемаледдіна-паші під час його внутрішнього заслання, нічого не згадує про змову з отруєнням Найме, а радше стверджує, що роман між Хатідже-Султан і Кемаледдін-пашою складався з обміну любовних листів, перекинутих через садову стіну, гарячих любовних листів від імпульсивного Кемаледдіна-паші. Він стверджує, що Хатідже-Султан навмисно вкрала листи паші та відкрила їх султанові Абдул Гаміду, щоб помститися за бідного чоловіка, якого султан обрав для неї.
Скандал, що виник, розлютив Абдул-Гаміда. Спочатку він організував розлучення Найме-Султан та її чоловіка. Потім він позбавив Кемаледдін-пашу всіх військових почестей і заслав його до Бурси. Батько Хатідже, Мурад, був діабетиком, і коли він дізнався про цей роман, шок від його страждання призвів до його швидкої смерті.

## Другий шлюб

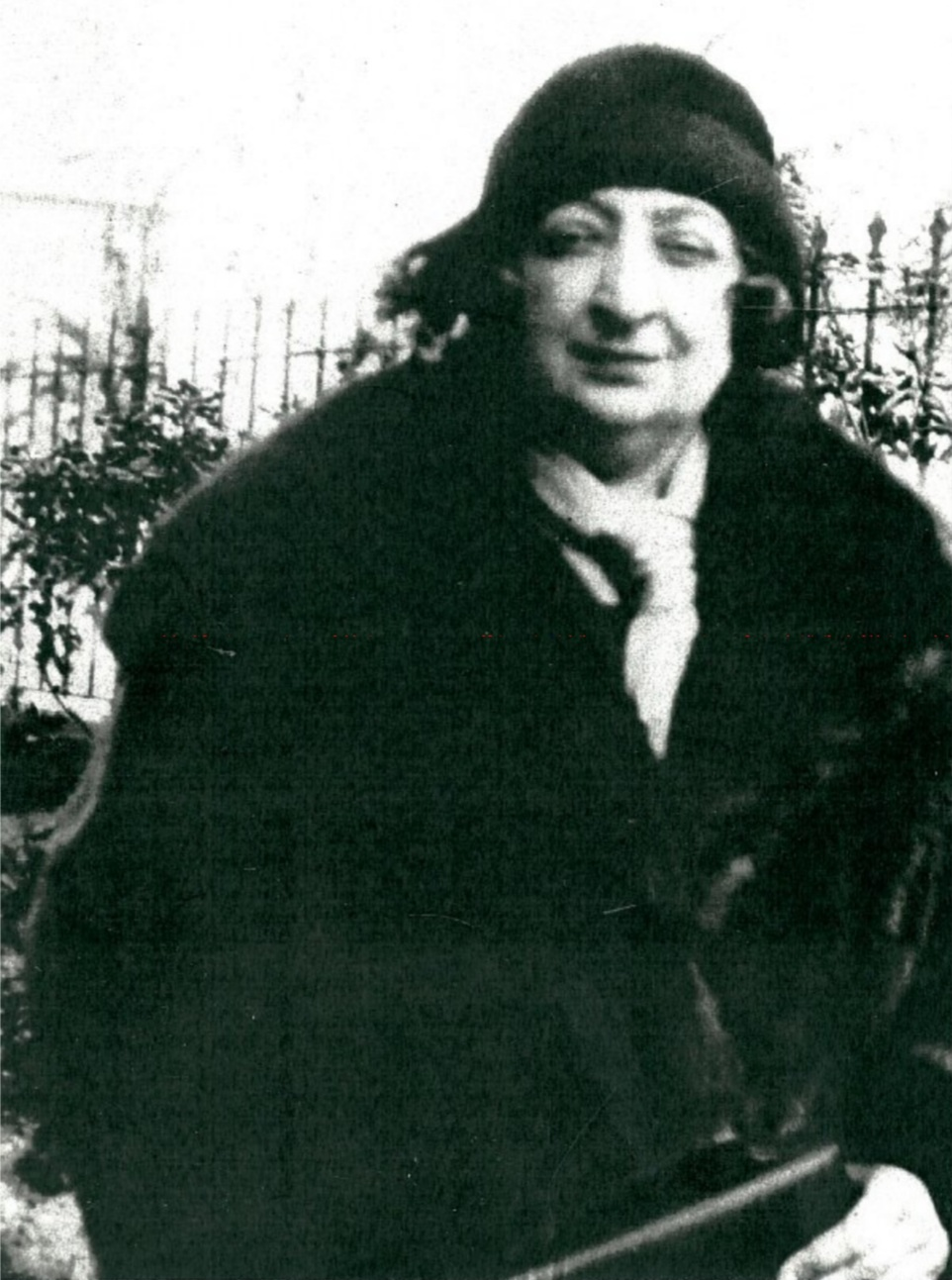
Найме-Султан у вигнанні в 1931 році

Після розлучення з Кемаледдіном-пашою Найме одружилася з Ішкодралі Джелаледдіном-пашею, сином Ішкодралізаде Алі Різи-паші та нащадком дочки султана Махмуда II. Церемонія відбулася 11 липня 1907 року в палаці Їлдиз. З нагоди весілля наречений отримав підвищення у візирі. Оскільки це був другий шлюб Найме Султана, урочистостей не проводилося, тільки офіційна церемонія (нікка). Хоча шлюб був бездітним, він був мирним і дружнім.
Починаючи з кінця 1920 року, тодішній уряд Анкари організував у Стамбулі дві розвідувальні організації: Müdafaa-i Milliye Grubu (група Мім Мім, Група національної оборони), яка об'єднала залишки групи Karakol або Teşkilatı, які були ефективно придушені другою британською окупацією османської столиці та група Фелах, яка була абсолютно новою окремою організацією, створеною для спостереження та спостереження за колишніми юніоністами, які займалися контрабандою зброї, людей та збирали інформацію. активними членами організації були Найме та її двоюрідна сестра Фехіме-Султан, дочка султана Мурада V.

## Вигнання і смерть
У березні 1924 року всі члени Османської династії були вислані з Туреччини; за словами її зятя, Найме-Султан і Келяледдін-Паша спочатку поїхали до Албанії (на батьківщину Селяледдіна-Паші), а потім оселилися у Франції. в березні 1924 року Найме разом з чоловіком і онукою Нермін-Султан оселилася в Генуї, де її чоловік орендував готель. Пізніше вони оселилися в Ніцці, Франція. Разом з нею в Ніцці оселився і її син. У вигнанні вона викладала турецьку мову та розповідала історії про розкішне життя в палаці своєму онукові Бюленту Осману. У франції Келяледдін-Паша підхопив туберкульоз. Щоб врятувати його, Найме-Султан витратила всі гроші, які мала, але його стан був серйозним, і він помер у 1940 році безпосередньо перед нацистським вторгненням до Франції. Незабаром після цього Найме Султан покинула Францію, щоб повернутися до Албанії, де вона оселилася зі своєю онукою Нермін-Султан і парою служниць.
Після смерті чоловіка вона впала в бідність.  За словами її онука, вона загинула через бомбардування її будинку в 1945 році в середині Другої світової війни. Інше джерело показало, що Найме померла у нацистському концтаборі в Албанії. Це виявилося правдою, оскільки Шехзаде Махмуд Шевкет знайшов свою дочку Нермін у концентраційному таборі, коли вона жила з Найме. Її поховали в Тирані, Албанія.

## Характер
За словами її молодшої сестри Айше-Султан, Найме-Султан була схожа на свою бабусю Тірімуджган-Кадин. Вона була справді ніжною, милою та доброю. Вона влаштовувала шлюби осиротілих дівчат-черкесок зі свого оточення. Найме обожнювала музику, у її палаці було кілька музикантів, які грали на сазі. Вона також захоплювалася поезією та мистецтвом.

## Нагороди
- Орден Дому Османа[37]
- Орден Меджіді, прикрашений коштовностями[37]
- Золота медаль Іфтіхара Саная[37]

## Діти
| Ім'я                               | Народження             | Смерть                 | Примітки |
| Мехмед Кемаледдін-паша             | Мехмед Кемаледдін-паша | Мехмед Кемаледдін-паша | Мехмед Кемаледдін-паша |
| ---------------------------------- | ---------------------- | ---------------------- | --- |
| Султанзаде Мехмед Джахід Осман-бей | Січень 1899            | 30 березня 1977        | Одружився з Дюрріє-Султан, донькою Шехзаде Мехмеда Зіяеддіна та Унсіяр-Ханим, 26 березня 1920 року в палаці Їлдиз, шлюб уклав Шейхуліслам Хайдарізаде Ібрагім Ефенді. Її посаг становив 1001 гаманець золота. У передшлюбному договорі їй було надано право розлучитися з чоловіком. Вони розлучилися 6 листопада 1921 року за сприяння Шейхуліслама Нурі Ефенді. Після їхнього розлучення він одружився з тіткою Дюрріє по материнській лінії Лаверанс-Ханим, з якою мав одного сина, Бюлент Осман-бея. Він мав двох синів: Бюлента Оссманна (нар. 2.5.1930), який має сина Ремі Ченгіза Оссманна (нар. 16.11.1963), який, у свою чергу, має сина: Селіма Оссманна (нар. 14.12.1992); та Коубілая (нар. 1937), який має трьох дітей: Шехназ (нар. 1970), Інчі (нар. 1972) та Орхан (нар. 1975). |
| Аділь Ханимсултан                  | 12 листопада 1900      | Лютий 1979             | Дружина Шехзаде Махмуда Шевкета, на три роки молодшого за неї, сина Шехзаде Мехмеда Сейфеддіна та Нервалітер-Ханим. Весілля відбулося 4 травня 1922 року в палаці Ускюдар, і пара оселилася в палаці Куручешме як своїй резиденції. Народила дочку Гаміде Нермін Незахат Султан 27 січня 1923 року. Під час вигнання імператорської родини в березні 1924 року вони спочатку оселилися у Франції, потім у Єгипті, де вони розлучилися 28 березня 1928 року. Після розлучення вона одружився вдруге і мала сина та двох дочок. |

## У масовій культурі
- У телесеріалі Payitaht: Abdülhamid 2017 року Найме Султана грає турецька акторка Дуйгу Гурджан.[40]

## Походження
|  |                      |  |  |  |  |  |  |  |  |  |  |  |  |  |  |  |
|  | 8. Махмуд II         |  |  |  |  |  |  |  |  |  |  |  |  |  |  |  |
|  |                      |  |  |  |  |  |  |  |  |  |  |  |  |  |  |  |
|  |                      |  |  |  |  |  |  |  |  |  |  |  |  |  |  |  |
|  | 4. Абдул-Меджид I    |  |  |  |  |  |  |  |  |  |  |  |  |  |  |  |
|  |                      |  |  |  |  |  |  |  |  |  |  |  |  |  |  |  |
|  |                      |  |  |  |  |  |  |  |  |  |  |  |  |  |  |  |
|  | 9. Безміялем-Султан  |  |  |  |  |  |  |  |  |  |  |  |  |  |  |  |
|  |                      |  |  |  |  |  |  |  |  |  |  |  |  |  |  |  |
|  |                      |  |  |  |  |  |  |  |  |  |  |  |  |  |  |  |
|  | 2. Абдул-Гамід II    |  |  |  |  |  |  |  |  |  |  |  |  |  |  |  |
|  |                      |  |  |  |  |  |  |  |  |  |  |  |  |  |  |  |
|  |                      |  |  |  |  |  |  |  |  |  |  |  |  |  |  |  |
|  | 5. Тірімуджган-Кадин |  |  |  |  |  |  |  |  |  |  |  |  |  |  |  |
|  |                      |  |  |  |  |  |  |  |  |  |  |  |  |  |  |  |
|  |                      |  |  |  |  |  |  |  |  |  |  |  |  |  |  |  |
|  | 1. Найме-Султан      |  |  |  |  |  |  |  |  |  |  |  |  |  |  |  |
|  |                      |  |  |  |  |  |  |  |  |  |  |  |  |  |  |  |
|  |                      |  |  |  |  |  |  |  |  |  |  |  |  |  |  |  |
|  | 3. Бідар-Кадин       |  |  |  |  |  |  |  |  |  |  |  |  |  |  |  |
|  |                      |  |  |  |  |  |  |  |  |  |  |  |  |  |  |  |
|  |                      |  |  |  |  |  |  |  |  |  |  |  |  |  |  |  |